# والری گوپین
والری گوپین (روسی: Валерий Павлович Гопин؛ زادهٔ ۸ مهٔ ۱۹۶۴) بازیکن هندبال اهل اتحاد جماهیر شوروی سوسیالیستی بود.